# 双球座標系

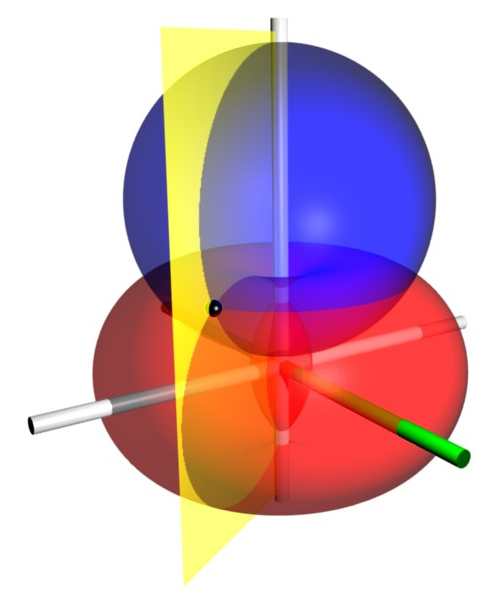
双球座標系の図。双極座標系の2つの焦点を結ぶ軸を中心に回転させることによって得られる。焦点は (x, y, z) = (0, 0, ±1)。赤、青、黄はそれぞれ σ = π/4、τ = 1/2、φ = π/3 の等値面である。黒の点は等値面の交点で、 (x, y, z) ≈ (0.841, -1.456, 1.239) である。

双球座標系（英語: bispherical coordinates）は3次元の直交座標系の一つで、2次元の双極座標系を、2つの焦点を結ぶ軸を中心に回転させたものである。そのため、双球座標系の2焦点は回転軸上の点として維持される。

## 定義
{\displaystyle (x,y,z)=(0,0,\pm a)}（{\displaystyle a>0}）を焦点とする双球座標 {\displaystyle (\sigma ,\tau ,\phi )} は以下のように定義される：
{\displaystyle {\begin{aligned}x&=a\ {\frac {\sin \sigma }{\cosh \tau -\cos \sigma }}\cos \phi ,\\y&=a\ {\frac {\sin \sigma }{\cosh \tau -\cos \sigma }}\sin \phi ,\\z&=a\ {\frac {\sinh \tau }{\cosh \tau -\cos \sigma }},\end{aligned}}}
逆変換は
{\displaystyle {\begin{aligned}\sigma &=\arccos \left({\frac {r^{2}-a^{2}}{Q}}\right),\\\tau &=\operatorname {arsinh} \left({\frac {2az}{Q}}\right),\\\phi &=\operatorname {arctan} \left({\frac {y}{x}}\right),\end{aligned}}}
で、{\displaystyle R={\sqrt {x^{2}+y^{2}+z^{2}}}}、{\displaystyle Q={\sqrt {(R^{2}+a^{2})^{2}-(2az)^{2}}}} である。座標 {\displaystyle \sigma } は焦点 {\displaystyle (0,0,\pm a)} で、{\displaystyle \phi } は z 軸上で不定となる。
各座標の範囲は
{\displaystyle {\begin{aligned}\sigma &\in [0,\pi ],\\\tau &\in (-\infty ,\infty ),\\\phi &\in [0,2\pi )\end{aligned}}}
である。

### 等値面
{\displaystyle \sigma } の等値面は
{\displaystyle \left({\sqrt {x^{2}+y^{2}}}-a\cot \sigma \right)^{2}+z^{2}={\frac {a^{2}}{\sin ^{2}\sigma }}}
で表される。{\displaystyle 0<\sigma <\pi /2} のときはリンゴ（極がへこむ）、{\displaystyle \pi /2<\sigma <\pi } のときはレモン（極が尖る）のような形状になり、{\displaystyle \sigma =\pi /2} のときは球である。なお、{\displaystyle \sigma =0,\pi } はそれぞれ z 軸の {\displaystyle |z|\geq a}、{\displaystyle |z|\leq a} に対応する。
{\displaystyle \tau } の等値面は
{\displaystyle x^{2}+y^{2}+(z-a\coth \tau )^{2}={\frac {a^{2}}{\sinh ^{2}\tau }}}
で、{\displaystyle 0<|\tau |<\infty } のときは交差しない2つの球である。なお、{\displaystyle \tau =0} は xy 平面、{\displaystyle \tau =\pm \infty } は焦点 {\displaystyle (0,0,\pm a)} に対応する。
{\displaystyle \phi } の等値面は半平面
{\displaystyle y=x\tan \phi }
である。

### 微分
双球座標系のヤコビ行列は
{\displaystyle {\frac {\partial (x,y,z)}{\partial (\sigma ,\tau ,\phi )}}={\frac {a}{(\cosh \tau -\cos \sigma )^{2}}}{\begin{bmatrix}(\cos \sigma \cosh \tau -1)\cos \phi &\sin \sigma \sinh \tau \cos \phi &-(\cosh \tau -\cos \sigma )\sin \sigma \cos \phi \\(\cos \sigma \cosh \tau -1)\sin \phi &\sin \sigma \sinh \tau \sin \phi &(\cosh \tau -\cos \sigma )\sin \sigma \sin \phi \\\sin \sigma \sinh \tau &-\cos \sigma \cosh \tau +1&0\\\end{bmatrix}}}
である。したがって計量テンソルは
{\displaystyle {\boldsymbol {g}}={\frac {a^{2}}{(\cosh \tau -\cos \sigma )^{2}}}{\begin{bmatrix}1&0&0\\0&1&0\\0&0&\sin ^{2}\sigma \\\end{bmatrix}}}
である。
これより、微小体積要素は
{\displaystyle dV=d\sigma \,d\tau \,d\phi \,{\frac {a^{3}\sin \sigma }{\left(\cosh \tau -\cos \sigma \right)^{3}}}}
となる。また、ラプラシアンは以下で与えられる：
{\displaystyle \nabla ^{2}f={\frac {(\cosh \tau -\cos \sigma )^{3}}{a^{2}}}\left[{\frac {1}{\sin \sigma }}{\frac {\partial }{\partial \sigma }}\left({\frac {\sin \sigma }{\cosh \tau -\cos \sigma }}{\frac {\partial f}{\partial \sigma }}\right)+{\frac {\partial }{\partial \tau }}\left({\frac {1}{\cosh \tau -\cos \sigma }}{\frac {\partial f}{\partial \tau }}\right)+{\frac {1}{\sin ^{2}\sigma \left(\cosh \tau -\cos \sigma \right)}}{\frac {\partial ^{2}f}{\partial \phi ^{2}}}\right]}

## 応用
双球座標の古典的な応用例は偏微分方程式である。双球座標系でラプラス方程式を変数分離することはできるが、ヘルムホルツ方程式は分離できない。たとえば、2つの導体球がつくる電場を双球座標系で解くことができる。